# Pierrier
Pour accumulation de fragments de roches, voir Éboulis.

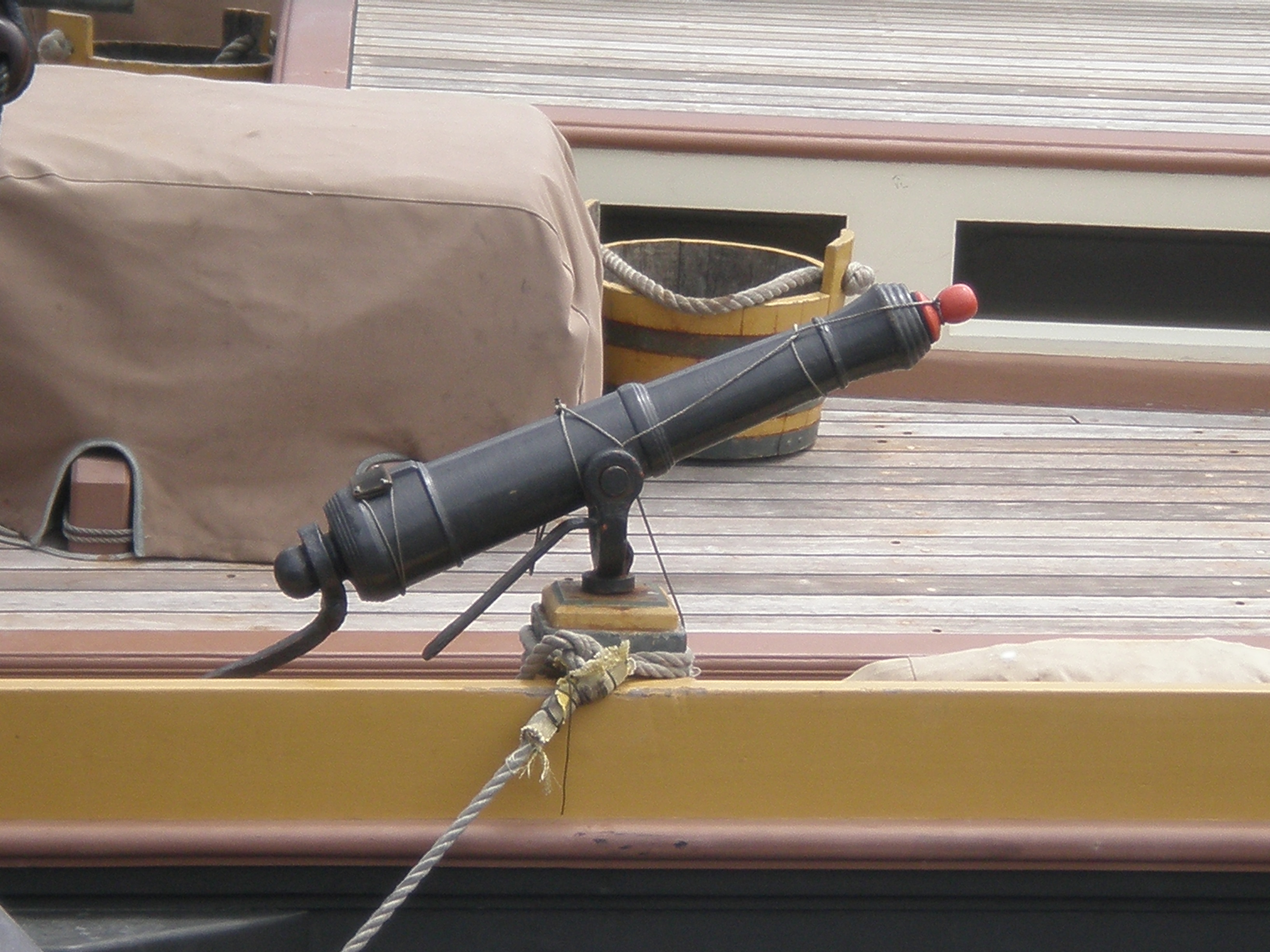
Pierrier de marine monté sur le bastingage de la goélette.

Un pierrier est un petit canon monté sur pivot, de façon à pouvoir disposer d’une grande latitude de tir en gisement et en hausse. Inventé au Moyen Âge, le pierrier reste utilisé jusqu'au XIXe siècle, notamment sur les navires de guerre ou les canonnières. Il peut tirer des boulets de pierre, des boulets de fer ou de la mitraille. Un pierrier sans précision est généralement à chargement par la bouche, mais il existe également des pierriers à chargement par la culasse, les pierriers à boîte.